# كروزادو برازيلي
كروزادو هي عملة البرازيل من عام 1986 إلى عام 1989. لقد حلت محل كروزيرو الثانية (التي كانت تسمى في البداية "كروزيرو نوفو") في عام 1986، بمعدل 1 كروزادو = 1000 كروزيرو (نوفو) واستبدلت في عام 1989 بـ كروزادو نوفو بمعدل 1000 كروزادو = 1 كروزادو نوفو. قسمت =العملة إلى 100 سنتافو وكان لها الرمز {\displaystyle \mathrm {CzS} \!\!\!\Vert } ورمز أيزو BRC.

## عملات معدنية

### معيار
طرحت العملات المعدنية المصنوعة من الفولاذ المقاوم للصدأ في عام 1986 بفئات 1 و5 و10 و20 و50 سنتافو، و1 و5 كروزادو، وتبعتها 10 كروزادو في عام 1987. وتوقف إنتاج العملات المعدنية في عام 1988.
| يعكس | وجه العملة | قيمة                                            |
| ---- | ---------- | ----------------------------------------------- |
|      |            | 0.01 {\displaystyle \mathrm {CzS} \!\!\!\Vert } |
|      |            | 0.05 {\displaystyle \mathrm {CzS} \!\!\!\Vert } |
|      |            | 0.10 {\displaystyle \mathrm {CzS} \!\!\!\Vert } |
|      |            | 0.20 {\displaystyle \mathrm {CzS} \!\!\!\Vert } |
|      |            | 0.50 {\displaystyle \mathrm {CzS} \!\!\!\Vert } |
|      |            | 1 {\displaystyle \mathrm {CzS} \!\!\!\Vert }    |
|      |            | 5 {\displaystyle \mathrm {CzS} \!\!\!\Vert }    |
|      |            | 10 {\displaystyle \mathrm {CzS} \!\!\!\Vert }   |

### تذكارية
انتج ثلاثة تصميمات لعملات معدنية تذكارية من فئة 100 كروزادو، للاحتفال بالذكرى المئوية لإلغاء العبودية في البلاد في عام 1988. على الرغم من ندرة تداولها، فقد نقل تصميم الأرقام إلى كل من كروزادو نوفو وكروزيرو الثالثة.
| وجه | عكس | قيمة                                           |
| --- | --- | ---------------------------------------------- |
|     |     | 100 {\displaystyle \mathrm {CzS} \!\!\!\Vert } |

## الأوراق النقدية
كانت الأوراق النقدية الأولى مطبوعة على أوراق كروزيرو بفئات 10 و50 و100 كروزادو. وتبعتها الأوراق النقدية العادية بفئات 10 و50 و100 و500 كروزادو، تليها 1000 كروزادو في عام 1987، و5000 و10000 كروزادو في عام 1988.